# المهلاج
ال مهلاج یک منطقهٔ مسکونی در یمن است که در استان ابین واقع شده‌است.